# 江尚謙
江尚謙（1999年10月23日—）是臺灣男子籃球運動員，場上主打後衛位置，現效力於超級籃球聯賽彰化璞園柏力力。

## 生平
江尚謙是臺中人，畢業於高中籃球乙級聯賽（HBL）葳格高中、大專籃球聯賽（UBA）公開男二級亞洲大學，高中才開始接受正規籃球訓練，曾加入社會組球隊葳格寶麗金籃球隊與夢想家青年隊，2022年大學畢業後獲得臺灣銀行總教練陳國維推薦才能夠投入超級籃球聯賽新人選秀會，在新人選秀會第一輪第一順位被彰化柏力力選中，成為超級籃球聯賽（SBL）第一位不具有UBA公開男一級資歷的選秀狀元，之後退出P. LEAGUE+新人選秀會。

## 外部連結
- 江尚謙在Eurobasket.com（球員）（英语）
- 江尚謙在Flashscore（英语）